# Paul Demetrius von Kotzebue
Paul Demetrius von Kotzebue (Berlim, 10 de agosto de 1801 — Reval, 19 de abril de 1884), filho do dramaturgo e escritor alemão August von Kotzebue, foi um general russo, falecido em 1884 em Reval, após ter feito com brilho as campanhas da Polônia, do Cáucaso e da Crimeia.